# Fundacja Porozumienie
Fundacja Porozumienie – organizacja utworzona w dniu 12 czerwca 2001 przez Ogólnopolskie Porozumienie Związków Zawodowych, celem zarządzania majątkiem Funduszu Wczasów Pracowniczych, z siedzibą w Poznaniu. 
Prezesem jest Wojciech Kaczmarek, zaś szefem Rady Maciej Manicki.
Jej działalność jest kontestowana przez Najwyższą Izbę Kontroli, NSZZ „Solidarność” oraz Forum Związków Zawodowych. 
Prowadzi też bezpośrednią działalność gospodarczą w:
- Sanatorium Marta, Połczyn-Zdrój (2006-)
- Sanatorium Rafał, Busko-Zdrój